# Stralsunder HV
Stralsunder HV; pełna nazwa: Stralsunder Handballverein – niemiecki klub piłki ręcznej mężczyzn z siedzibą w Stralsundzie. Został założony w 1996 roku. Klub występuje w rozgrywkach Bundesligi, do której awansował po raz drugi w sezonie 2007/2008.
W latach 2007–2009 w klubie występował polski zawodnik Mirosław Gudz.

## Informacje ogólne
- Klasa rozgrywek –  3. Liga
- Skrót: SHV
- Barwy – niebiesko-biało-czerwone
- Hala – Vogelsanghalle Stralsund
- Liczba miejsc – 1.054
- Prezydent klubu –
- Trener klubu – Michalel Phillippen & Ulf Ganzert